# Lill-Finkan
Lill-Finkan är en sjö i Härjedalens kommun i Härjedalen och ingår i Ljusnans huvudavrinningsområde.